# EMDR
眼动脱敏再处理 （简称EMDR ）又稱「眼動身心重建法」是由弗朗辛·夏皮罗在1990年代創建的心理治療方式。其作法是讓心理創傷患者再去回想令人不悅的回憶，而治療師給予雙側刺激，例如讓眼睛左右移動，或是手部敲擊，在一些創傷後壓力症候群（PTSD）治療的實證指南中，有列出此一作法。
眼动脱敏再处理治療法一直存在爭議，批評者指出EMDR中的眼部運動無法加強其效果，而且本身缺乏一個可證偽的理論。有許多薈萃分析指出此療法和治療PTSD的聚焦於創傷之認知行為療法一樣有效，不過因為研究數量不多、高度的研究者偏差風險，以及高實驗中斷率，這些研究還需要進一步確認。

## EMDR的治疗流程
首先是记录患者的病史（第1阶段）。 
随后，为谨慎起见，会先在其心中建立积极的体验（类似个体的安全场所）（第2阶段），以便治疗期间，在必要的时候，能够让其摆脱超出承受能力的创伤经历。
在第3阶段，会在其创伤经历中选择一个让其负担最沉重的情景，以及与之相关联的消极思想（例如“我是无助的”），以备后期的处理。 然后，是拟定一个积极的目标想法（例如，“我是能做点什么的”），患者则可以进行自我评估：我目前的状态相对于目标想法达到了多少。患者的压力感也以同样的方法进行处理和评估。
然后，才开始进行实际的治疗。 在此，患者在精神上和情感上被置于创伤经历的状态（通常是当时情景下一个固定的画面），头部保持静止状态，让眼球跟随治疗师的手部进行动作（第4阶段）。
通常，经过这种方式的加工之后，压力会得到缓解。 一旦压力消失，在治疗结束时（第5阶段），就会使积极的想法和身体感受得到锚定。
接下来是测试身体经验可能有的改变（第6阶段）（所有与记忆中的场景相关的的不适感觉和精神负担都应该得到缓解）。根据第6阶段的结果，会对患者接下来的治疗进行计划。此外，还要注意可能出现的‘‘ 再处理’’（在梦中）。那些‘‘再处理’’可能涉及到进一步治疗的进程和规划。 

## EMDR疗法针对创伤经验和解决方案的理论
在经历精神创伤之后，可能会出现所谓的“ 无言的恐怖” 。也就是说，创伤体验被作为一种精神负担存储于患者的大脑某个部位，并由患者通过内心体验到（或解离），与此同时，语言中心的活跃可能会受到抑制。对于所发生的事情，患者很难通过语言来进行表达，这使得大脑对创伤体验的处理变得更加困难。 
EMDR的理论认为，通过特定的眼球运动（也可以是声学或触觉刺激）进行的双侧刺激，使得大脑两个半球有机会进行同步，功能失调的创伤经历也可以在内部得到重组。 此外，参考在睡眠期间的REM阶段 ，其中发生强烈的眼睛运动，这可能与日常体验的增加的处理模式相关。 
尽管EMDR的有效性可以得到科学证明，但其解释方式，尤其是“可治愈的”眼球运动这一部分至今无法得到科学证明（另见研究和被科学接受 ）。然而，可以确定的是，相比行为疗法，EMDR只需要其不到50％的治疗时间就可达到同等的改善目标。  

## 产生
弗朗辛·夏皮罗在公园散步时，偶然产生了尝试和研究这种方法的想法。她通过来回转动眼睛，经历到，她因被诊断出癌症而导致的恐惧和抑郁思想，得到了显著缓解。 

## 发展
在EMDR疗法的框架下，不同的技术纷纷得到了开创。例如沃特金斯（Watkins）的“情绪桥梁”技术 （“漂浮”技术（Shapiro））认为，通过对当下压力情景的处理，可达到处理以前压力情景的目的。 
有名的还有“吸收技术”（Absorptionstechnik）（霍夫曼，2006，根据“楔子技术”，A.利兹 & R.基斯林，1999）：通过将包含大量资源的记忆和感觉与压力情境相结合，提供了一种简单的资源利用方式。 
同样来源于EMDR疗法的还有由David Grand开发的Brainspotting。

## 其他应用
今天，除了针对创伤经历的治疗干预之外，EMDR在其他领域的应用也在实验手册中经受了测试。 例如在焦虑症的治疗中，其症状可能并不总是来自创伤经历。关于EMDR治疗慢性酒精中毒和创伤性娈童罪犯复发的疗效，也有对照实验的科学研究。目前，对涉及急性创伤和慢性中期创伤过程的治疗，EMDR手册尚未得到系统性的开发 

## 研究与争议
现在有大量关于EMDR的研究，荟萃分析       和文献综述 。其中，同一种模式的EMDR疗法在不同总体样本的创伤后应激反应中进行了测试。通常，研究、荟萃分析和评论得出的结论是，EMDR可以在一定程度上改善创伤后应激反应的症状 。在六项随机试验中，将EMDR与反应对照组进行比较；其他10项随机对照试验（RCT）则将EMDR与创伤后应激障碍的其他既定疗法进行了比较。结果显示，相比对照组或普通治疗患者，接受EMDR或创伤为重点的行为治疗的患者，创伤后应激症状显著地减少了。 
在针对创伤后应激障碍患者的建议中，WHO于2013年将EMDR和行为疗法列为成人和儿童及青少年的推荐治疗方法。 
在其荟萃分析中，联邦联合委员会在EMDR中发现“在完成治疗后，指征非特异性和特异性对照治疗（注：通常是行为疗法）具有统计学上的显著优势”。这项荟萃分析成为EMDR在心理治疗准则中获得批准的基础。 
从前，EMDR有时会被称为伪科学  。哥廷根精神病学家和心理治疗师Borwin Bandelow对EMDR作为创伤治疗方法提出批评，因为其有效性仅能通过一些方法学上有缺陷的研究得到证明。在慕尼黑大学与吉森大学心身医学系的合作中，开展了一项由德国研究基金会（DFG）资助的为期三年的研究项目，以帮助进一步阐明EMDR疗法的作用机制。在此发现，用标准EMDR方法治疗的患者和观察不动手（第1对照条件）的患者均显示出比经历暴露的患者更大的症状减少没有视觉注意聚焦（第二控制条件）。然而，通常的EMDR和第一对照条件之间没有显着差异。这反映了上述行动模式，而不是影响工作记忆的效果。 即使是较早的研究也表明治疗的对抗性成分似乎是在EMDR中实际起作用的，而不是特定的眼球运动  。 2013年的一项研究证实了眼球运动的有效性，并得出结论，EMDR的过程与纯暴露疗法不同。 
关于EMDR的大多数研究论文和科学出版物都可以在弗朗辛·夏皮罗图书馆中找到。自2007年以来，国际EMDR专业协会联合出版了Springer Verlag 的EMDR实践与研究期刊 。 
十五年来，每年都有关于EMDR的国际学术会议（最近一次是在2011年的维也纳，2012年的马德里，2013年的日内瓦，2014年的爱丁堡，2015年的米兰，2016年的海牙，2017年的巴塞罗那，2018年的斯特拉斯堡，2019年的克拉科夫）。  

## 电影
- Oliver Schubbe： EMDR--创伤治疗研究所的教育电影。 Vandenhoeck＆Ruprecht，Berlin 2005， ISBN 3-525-49080-1 （1 DVD，50分钟）